# Фральово (Тверська область)
Фральово (рос. Фралёво) — присілок в Бежецькому районі Тверської області Російської Федерації.
Населення становить 287 осіб. Входить до складу муніципального утворення Фральовське сільське поселення.

## Історія
Від 2005 року входить до складу муніципального утворення Фральовське сільське поселення.

## Населення
| 1859 | 1989 | 2008 | 2010 |
| ---- | ---- | ---- | ---- |
| 245  | ↗320 | ↗335 | ↘287 |